# Jakes Corner, Arizona
Jakes Corner je naseljeno područje za statističke svrhe u američkoj saveznoj državi Arizona. Prema popisu stanovništva iz 2010. u njemu je živjelo 76 stanovnika.